# Сяонань
Сяона́нь (кит. упр. 孝南, пиньинь Xiàonán, палл. южная часть Сяочана) — район городского подчинения городского округа Сяогань провинции Хубэй (КНР).

## История
В 454 году, во времена южной империи Сун, восточная часть уезда Аньлу была выделена в отдельный уезд, получивший название Сяочан (孝昌县). В 924 году, во времена Южной Тан, правитель Ли Цуньсюй, соблюдая практику табу на имена, чтобы избежать употребления иероглифа «чан», входившего в личное имя Ли Гочана (отца основателя династии), переименовал уезд в Сяогань (孝感县). Сам топоним «Сяогань» был составлен из иероглифов, означающих «сыновья почтительность» и «растрогать»; его источником послужили классические конфуцианские истории о сыновьях, которые своей почтительностью растрогали Небо и Землю.
В 1949 году был образован Специальный район Сяогань (孝感专区), и уезд вошёл в его состав. В 1959 году Специальный район Сяогань был расформирован, и входившие в его состав административные единицы перешли под управление властей Уханя, но в 1961 году Специальный район Сяогань был воссоздан. В 1966 году уезд Сяогань был переименован в Дунфэн (东风县), но в 1969 году ему было возвращено прежнее название.
В 1970 году Специальный район Сяогань был переименован в Округ Сяогань (孝感地区).
В сентябре 1983 года уезд Сяогань был преобразован в городской уезд.
Постановлением Госсовета КНР от 10 апреля 1993 года округ Сяогань был преобразован в городской округ. Городской уезд Сяогань был при этом расформирован, а на бывшей его территории были созданы район Сяонань и уезд Сяочан.

## Административное деление
Район делится на 4 уличных комитета, 8 посёлков и 3 волости.